# 均家滩站
均家滩站是一个位于中华人民共和国甘肃省兰州市城关区雁南街道、雁北街道与雁园街道交界雁滩路与雁园路交叉口北侧地下，属于兰州轨道交通2号线的地铁车站，于2023年6月29日开通。

## 车站结构
均家滩站沿雁园路设置，为地下三层三跨岛式站台车站，车站总长182.4米，标准段宽23.3米，车站地下一层为站厅层，地下三层为站台层。车站预留兰州轨道交通4号线部分结构，4号线车站沿雁滩路设置，站台位于地下二层，两线预留T型换乘结构。
|               |  | 未來 █ 4号线（规划）预留轨道 |
| 未啟用 · 島式 |  |                              |
|               |  | 未來 █ 4号线（规划）预留轨道 |

|                   |  | █ 2号线往雁白大桥（終點站）   |
| 島式 · 開左邊车门 |  |                               |
|                   |  | █ 2号线往东方红广场（张苏滩） |

## 车站出口
均家滩站共设3个出口，各出口及周围设施如下所示：
| 编号                | 建议前往的目的地 | 照片 | 无障碍设施 |
| ------------------- | ---------------- | ---- | ---------- |
| A · 出口            | 雁园路南段西侧   |      | 不適用     |
| B · 出口            | 雁园路南段西侧   |      | 不適用     |
| F · 出口 · （设有） | 雁园路南段东侧   |      |            |
| 图例： 设有         |                  |      |            |

## 接驳交通

### 公交车
- 均家滩：10路、153路、159路
- 行政学院：109路、116路、124路、128路、159路

## 车站历史
本站建设时期工程名为雁园路站，开通前正式命名为均家滩站。
- 2016年8月10日，车站正式开工[3]。
- 2018年12月28日，车站主体结构封顶[6]。
- 2023年6月29日，车站随2号线一期工程通车开通[1]。